# Slitagevarnare för bromsbelägg
Slitagevarnare för bromsbackar används för att varna användaren och/eller ägaren av ett fordon att bromsbacken behöver bytas ut. Det huvudsakliga användningsområdet för detta är motorfordon med fler hjul än tre, men även i industrin används bromsar med bromsbackar i olika tillämpningar och även där kan slitagevarnare vara av intresse.
Denna artikel refererar till skivbromsar som exempel, men principen är samma även för andra typer av friktionsbromsar.

## Varianter
Det finns flera olika varianter av slitagevarnare för bromsbackar:
- Okulär: Ett spår är fräst i belägget till det djup då det är dags att byta belägg. Kräver att man manuellt inspekterar beläggen.
- Mekanisk[3][4]: Ett metallbleck utformat för att skrapa mot bromsskivan och skapa oljud när slitaget har nått den nivå där varning är önskvärd.
- Elektrisk[5]: En metallkropp inbäddad i belägget som kommer i kontakt med bromsskivan när slitaget uppnått en viss nivå. Detta tänder en indikator på instrumentbrädan.
- Positionsgivare[6]: En sensor som mäter positionen hos bromsmekaniken och varnar föraren när en viss position hos bromsmekaniken inträtt.

Av de ovan nämnda är de tre första relativt enkla och billiga eftersom de endast avser att klara bromsbackens livstid. Det sista alternativet kräver givare som är tillförlitliga över en längre tid, vilket innebär att givarna blir dyrare. Detta innebär att det sista alternativet vanligen endast förekommer på tyngre fordon.
Avsikten i samtliga fall är att uppmärksamma förare och/eller ägare av fordonet att det är dags att byta ut bromsbacken för att fordonet fortsatt skall vara trafiksäkert.

## Detaljer
Bromsbackarna B är monterade (limmade eller nitade) på bärelement G. Dessa trycks med hjälp av kolven D som drivs av bromsmediet E vid bromsning mot skivan A som sliter på bromsbackarna. Även skivan A slits något, men i mindre utsträckning än bromsbackarna. Modulerna C är mothåll som är sammanlänkade med cylindern för kolven D.
Slitage stort nog för att föranleda byte av bromsback anses ha inträffat när bromsbacken har slitits ned så att något av följande alternativ är tillämpligt:
1. Gapet 1 inte längre är påtagligt.
2. Den inbäddade känselkroppen i bromsbacken får kontakt med skivan och skapar en elektrisk förbindelse mellan kontakten 2 och jord.
3. Metallblecket 3 kommer i kontakt med skivan och orsakar oljud.
4. Avståndet mellan cylindern för kolven D och bärelementet G har blivit så pass stort att kontakten F ger ett signalvärde utanför tillåtet område, alternativt kopplar anslutning 4 till jord om F är en kontakt.

Notera att F kan vara en analog sensor och att ett tröskelvärde sätts i elektronik för att larma när detta uppnåtts eller en elektrisk brytare som aktiveras vid ett visst avstånd.
I normalfallet används bara ett av alternativen 2 till 4 av slitagevarnare. Många bilar har endast slitagevarnare på framhjulen.

## Elektrisk slitagevarnare

Indikeringssymbol för slitagevarnare

Elektrisk slitagevarnare är aktuell för alternativ 2 och 4 i bild enligt ovan och kan använda symbolen som visas till höger i denna text i motorfordon.

### Inbäddad i bromsbackar
Den enklaste varianten är att anslutning 2 kopplas till en glödlampa som tänds när givaren kommer i kontakt med bromsskivan. Detta kan ge ett flimrande ljus hos glödlampan.
När man har elektrisk slitagevarnare av typ 2 enligt bild kan det förekomma att man har två givare, en för 50 % och en när belägget är utslitet. Givaren för 50 % används för att logga information i fordonet för att se när det inträffade att slitaget blev 50 %. Denna information kan användas för att avgöra om bromsbelägg skall bytas vid ett visst servicetillfälle istället för att bilägaren skall behöva göra ett särskilt verkstadsbesök för att byta bromsbelägg.

### Separat givare
Denna typ av mätare kan finnas på tyngre fordon, specialfordon och inom industri där utförande av underhåll är kostsamt och planering viktig för att varje underhållstillfälle skall bli så kostnadseffektivt som möjligt.
En enklare variant är att det är fråga om en separat kontakt med samma funktion som elektrisk slitagevarnare av typ 2 enligt bild. Detta kan vara fallet när miljön vid bromsbelägget är av sådan art att elektriska kablar förstörs av till exempel hög värme.